# برون بالا
برون بالا، روستایی از توابع بخش کرگان‌رود شهرستان طوالش در استان گیلان ایران است.

## جمعیت
این روستا در دهستان لیسار قرار دارد و براساس سرشماری مرکز آمار ایران در سال ۱۳۸۵، جمعیت آن ۶۶ نفر (۱۲خانوار) بوده‌است. مردم این روستا به زبان ترکی صحبت میکنند.